# Hemingway's Whiskey
Hemingway's Whiskey é um álbum de estúdio do grupo Kenny Chesney, lançado em 2010.